# The Trail of Blood

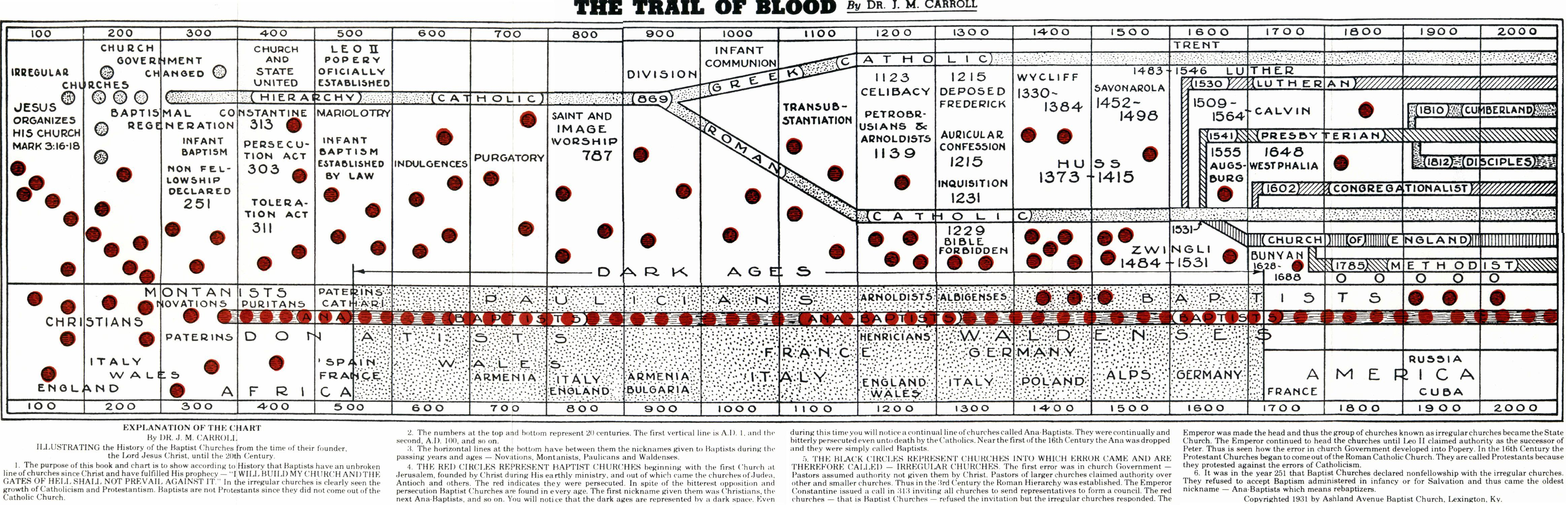

The Trail of Blood (El rastro de sangre) (1931) es un libro del pastor bautista Dr. James Milton Carroll. Se trata de una colección de cinco sermones que dio sobre la historia de las iglesias Bautistas, como sucesoras del cristianismo primitivo.
El título completo en español es: El rastro de Sangre - Tras los cristianos a través de los siglos - o, La historia de las Iglesias Bautistas desde la época de Cristo, su fundador, hasta la actualidad. Carroll presenta a los Bautistas modernos como sucesores directos de una cepa del cristianismo que se remonta a los tiempos de los padres apostólicos, que era un punto de vista landmarquista inicialmente promovido a mediados del siglo XIX por James Robinson Graves. Iniciando un influyente movimiento en Tennessee y los estados occidentales de Estados Unidos. La polémica Landmarquista dividió a muchos bautistas, y finalmente condujo a la formación de la Convención Bautista Americana en 1924, así como las Misiones Evangélicas e iglesias independientes.
Carroll sostiene que los bautistas modernos descienden de aquellos grupos anteriores como los valdenses, los cátaros, los paulicianos, y los donatistas. Carroll reconoce varios otros escritores, incluidos G. H. Orchard y John T. Christian. El título fue tomado de "El trilema" de James Robinson Graves. El libro fue publicado en el año que Carroll murió. Hoy en día los derechos de autor de esta obra de Carroll están en manos de Ashland Avenue Baptist Church en Lexington, Kentucky.
La obra de Carroll, "El rastro de sangre", fue rechazada por James Edward McGoldrick en "Sucesionismo Bautista - Respuesta de oposición a la investigación de la teoría de la Sucesión Bautista promovida por el Dr. J. M. Carroll a principios del siglo XX".